# Xã Madison, Quận Grant, Arkansas
Xã Madison (tiếng Anh: Madison Township) là một xã thuộc quận Grant, tiểu bang Arkansas, Hoa Kỳ. Năm 2010, dân số của xã này là 713 người.